# Single numer jeden w roku 1959 (USA)
Notowanie Billboard Hot 100 przedstawia najlepiej sprzedające się single w Stanach Zjednoczonych. Publikowane jest ono przez magazyn Billboard, a dane kompletowane są przez Nielsen SoundScan w oparciu o cotygodniowe wyniki sprzedaży cyfrowej oraz fizycznej singli, a także częstotliwość emitowania piosenek na antenach stacji radiowych.

## Historia notowania
| Data publikacji | Piosenka                                      | Artysta                           |
| --------------- | --------------------------------------------- | --------------------------------- |
| 5 stycznia      | „The Chipmunk Song (Christmas Don't Be Late)” | David Seville feat. The Chipmunks |
| 12 stycznia     | „The Chipmunk Song (Christmas Don't Be Late)” | David Seville feat. The Chipmunks |
| 19 stycznia     | „Smoke Gets in Your Eyes”                     | The Platters                      |
| 26 stycznia     | „Smoke Gets in Your Eyes”                     | The Platters                      |
| 2 lutego        | „Smoke Gets in Your Eyes”                     | The Platters                      |
| 9 lutego        | „Stagger Lee”                                 | Lloyd Price                       |
| 16 lutego       | „Stagger Lee”                                 | Lloyd Price                       |
| 23 lutego       | „Stagger Lee”                                 | Lloyd Price                       |
| 2 marca         | „Stagger Lee”                                 | Lloyd Price                       |
| 9 marca         | „Venus”                                       | Frankie Avalon                    |
| 16 marca        | „Venus”                                       | Frankie Avalon                    |
| 23 marca        | „Venus”                                       | Frankie Avalon                    |
| 30 marca        | „Venus”                                       | Frankie Avalon                    |
| 6 kwietnia      | „Venus”                                       | Frankie Avalon                    |
| 13 kwietnia     | „Come Softly to Me”                           | The Fleetwoods                    |
| 20 kwietnia     | „Come Softly to Me”                           | The Fleetwoods                    |
| 27 kwietnia     | „Come Softly to Me”                           | The Fleetwoods                    |
| 4 maja          | „Come Softly to Me”                           | The Fleetwoods                    |
| 11 maja         | „The Happy Organ”                             | Dave "Baby" Cortez                |
| 18 maja         | „Kansas City”                                 | Wilbert Harrison                  |
| 25 maja         | „Kansas City”                                 | Wilbert Harrison                  |
| 1 czerwca       | „The Battle of New Orleans”                   | Johnny Horton                     |
| 8 czerwca       | „The Battle of New Orleans”                   | Johnny Horton                     |
| 15 czerwca      | „The Battle of New Orleans”                   | Johnny Horton                     |
| 22 czerwca      | „The Battle of New Orleans”                   | Johnny Horton                     |
| 29 czerwca      | „The Battle of New Orleans”                   | Johnny Horton                     |
| 6 lipca         | „The Battle of New Orleans”                   | Johnny Horton                     |
| 13 lipca        | „Lonely Boy”                                  | Paul Anka                         |
| 20 lipca        | „Lonely Boy”                                  | Paul Anka                         |
| 27 lipca        | „Lonely Boy”                                  | Paul Anka                         |
| 3 sierpnia      | „Lonely Boy”                                  | Paul Anka                         |
| 10 sierpnia     | „A Big Hunk o’ Love”                          | Elvis Presley                     |
| 17 sierpnia     | „A Big Hunk o’ Love”                          | Elvis Presley                     |
| 24 sierpnia     | „The Three Bells”                             | The Browns                        |
| 31 sierpnia     | „The Three Bells”                             | The Browns                        |
| 7 września      | „The Three Bells”                             | The Browns                        |
| 14 września     | „The Three Bells”                             | The Browns                        |
| 21 września     | „Sleep Walk”                                  | Santo and Johnny                  |
| 28 września     | „Sleep Walk”                                  | Santo and Johnny                  |
| 5 października  | „Mack the Knife”                              | Bobby Darin                       |
| 12 października | „Mack the Knife”                              | Bobby Darin                       |
| 19 października | „Mack the Knife”                              | Bobby Darin                       |
| 26 października | „Mack the Knife”                              | Bobby Darin                       |
| 2 listopada     | „Mack the Knife”                              | Bobby Darin                       |
| 9 listopada     | „Mack the Knife”                              | Bobby Darin                       |
| 16 listopada    | „Mr. Blue”                                    | The Fleetwoods                    |
| 23 listopada    | „Mack the Knife”                              | Bobby Darin                       |
| 30 listopada    | „Mack the Knife”                              | Bobby Darin                       |
| 7 grudnia       | „Mack the Knife”                              | Bobby Darin                       |
| 14 grudnia      | „Heartaches by the Number”                    | Guy Mitchell                      |
| 21 grudnia      | „Heartaches by the Number”                    | Guy Mitchell                      |
| 28 grudnia      | „Why”                                         | Frankie Avalon                    |